# 鳥羽市立長岡中学校
鳥羽市立長岡中学校（とばしりつながおかちゅうがっこう）は、三重県鳥羽市にあった公立中学校。

## 概要
鳥羽市南東部、的矢湾口の相差町（おおさつちょう）の入り口付近に位置する。
学校及びグラウンドは、長岡地区の避難所に指定されている。

## 沿革
- 1947年（昭和22年）4月 - 長岡村立長岡中学校として開校[3]。
- 1948年（昭和23年）
  - 1月16日 - 新校舎の設置位置をめぐり、相差地区と国崎（くざき）地区の間で対立が起きる[4]。
  - 5月10日 - 校歌を制定[4]。
  - 5月27日 - 新校舎が竣工[5]。
- 1951年（昭和26年）7月9日 - 講堂が落成[6]
- 1954年（昭和29年）11月1日 - 市町村合併により、鳥羽市立長岡中学校に改称。
- 1961年（昭和36年）1月18日 - 鉄筋2階建の新校舎が落成[7]。
- 1963年（昭和38年） - 特別教室を増築[8]。
- 1968年（昭和43年） - 三重県指定へき地教育研究発表を行う[9]。
- 1970年（昭和45年） - 特別教室棟が落成[8]。
- 1975年（昭和50年）4月23日 - 体育館の落成式を挙行[10]。
- 1984年（昭和59年） - 運動場の夜間照明が完成[10]。
- 1986年（昭和61年） - 教員住宅が完成[9]。
- 2011年（平成23年）10月29日～10月31日 - 体育館が「海女サミット2011」の会場となる[11]。
- 2022年（令和4年） - 鳥羽市立鳥羽東中学校へ統合[12]。

## 学区

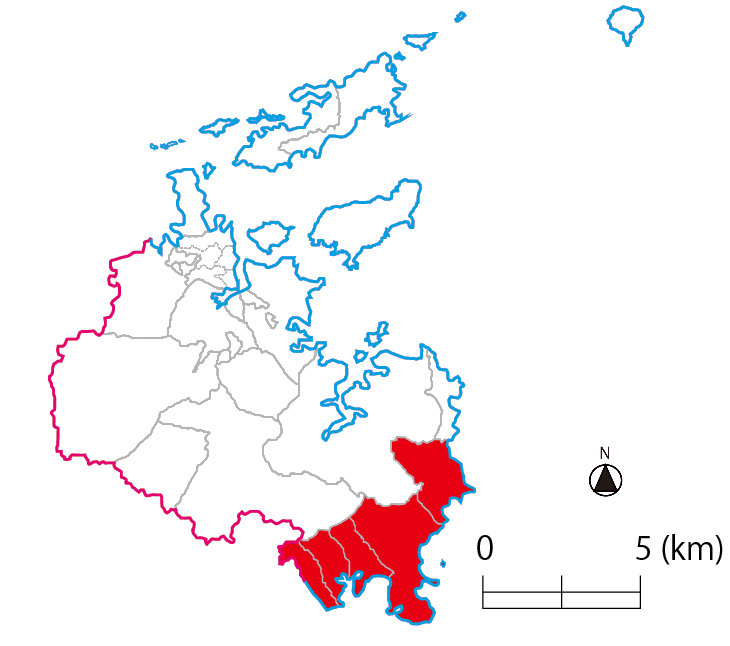
長岡中学校の学区

鳥羽市立弘道小学校の学区と一致する。
- 畔蛸町（あだこちょう）
- 相差町
- 堅子町
- 国崎町
- 千賀町（せんがちょう）

## 交通
- かもめバス（鳥羽市営バス）長岡中学校前バス停より、徒歩約2分（約130m）。

## 周辺
- 鳥羽市立弘道小学校
- 鳥羽市立相差保育所
- 鳥羽市立長岡診療所
- デイサービスセンター有明の里